# بانچال دولنه
بانچال دولنه (به لهستانی:  Bączal Dolny) یک روستا در لهستان است که در گمینا سکووشن واقع شده‌است. بانچال دولنه ۶۷۰ نفر جمعیت دارد.